# Geolokalizacja
Geolokalizacja – położenie oraz proces określania geograficznego położenia fizycznych przedmiotów lub osób typowo za pomocą GPS, bądź adresu IP urządzenia. Położenie zwykle określane jest poprzez współrzędne geograficzne, ale także innego rodzaju dane adresowe (kod pocztowy, miasto, ulica i numer domu). Geolokalizacja jest ściśle powiązana z pozycjonowaniem, jak czasem nazywany jest proces ustalania samych współrzędnych geograficznych.

## Sposoby wyznaczania pozycji
Podstawowe urządzenia i sposoby wyznaczania położenia geograficznego:
- Odbiorniki GPS (i pokrewnych systemów satelitarnych) – położenie geograficzne jest określane dzięki odbiornikowi w urządzeniu i m.in. pozycji satelitów (czasem wspomagane przez znajomość pozycji innych obiektów).
- Radar, sonar itp. – dzięki znajomości własnego położenia i wektora do innego obiektu można wyznaczyć jego położenie.
- Geolokalizacja IP – na podstawie adresu IP urządzenia (np. komputera) i bazy adresów można wyznaczyć przybliżone położenie obiektu (np. miasto, kraj).
- Pozycjonowanie względne – na podstawie widoczności innych obiektów o znanej pozycji (np. stacji bazowych przez komórkę czy routerów Wi-Fi przez urządzenie). Ten sposób jest szczególnie istotny, jeśli urządzenie nie ma włączonego odbiornika GPS (oszczędność energii) lub w ogóle go nie posiada (np. laptop).

Same dane adresowe mogą być z góry znane lub ustalane w sposób przybliżony (np. oszacowanie numeru domu na podstawie znanego położenia sąsiednich numerów).

## Wykorzystanie
Dzięki określeniu geolokalizacja osoby (osób) lub przedmiotów można m.in.:
- prezentować w programach dane odpowiednie do położenia danej osoby (np. odpowiedni wycinek mapy, ogłoszenia z okolicy)
- wyznaczyć trasę z jednego punktu do drugiego,
- dodać znaczniki z położeniem do fotografii lub innego dokumentu wykonanego w urządzeniu o znanej pozycji (zobacz geotagowanie),
- wyznaczyć adres (np. miasto, ulicę i numer domu) na podstawie współrzędnych geograficznych (tzw. odwrotne geokodowanie) lub odwrotnie (tzw. geokodowanie),
- śledzić pozycję obiektu w czasie lub obiektów względem siebie,
- monitorować lokalizację pracowników firmy.

## Rekord danych geolokalizacyjnych
W przypadku geolokalizacji dokonywanej poprzez systemy GNSS dane o położeniu przedmiotu wysyłane są w określonych interwałach czasowych na serwery operatora urządzenia poprzez sieć naziemną (GSM/GPRS/CDMA/LTE/SMS). Pakiet informacji przekazywany jest w postaci tablicy JSON i może zawierać między innymi:
| Nazwa atrybutu   | Opis                                                  | Przykłady                                                                                      |
| ---------------- | ----------------------------------------------------- | ---------------------------------------------------------------------------------------------- |
| dataId           | numer rekordu danych lokalizacyjnych                  | 1, 1960472                                                                                     |
| serialNumber     | identyfikator techniczny urządzenia                   | 00000000000B1, 35A058060495422C7934                                                            |
| latitude         | szerokość geograficzna                                | 52.0375868826, 52.172644                                                                       |
| longitude        | długość geograficzna                                  | 21.1956136, 20.026094                                                                          |
| altitude         | wysokość nad poziomem morza                           | 10.0, 200.02                                                                                   |
| fixTimeEpoch     | stempel czasu zebrania danych lokalizacyjnych         | 1506086623000000, 1511273867317000                                                             |
| gpsSpeed         | prędkość                                              | 3.21, 20.0                                                                                     |
| accuracy         | dokładność lokalizacji                                | 10.14, 30.0                                                                                    |
| gpsHeading       | azymut                                                | 40.14, 230.0                                                                                   |
| eventType        | wygenerowane na poziomie urządzenia zdarzenia         | ‘turnon’, ‘turnoff’,’startjourney’, ‘endjourney’,’plugout’, ‘plugon’,’gsmonline’, ‘gsmoffline’ |
| lac              | Identyfikator obszaru stacji bazowej GNSS             | 11101, 52601                                                                                   |
| mcc              | identyfikator kraju operatora GSM                     | 257, 248                                                                                       |
| mnc              | identyfikator sieci operatora GSM                     | 06, 98                                                                                         |
| mobileCellId     | identyfikator komórki sieci GNSS                      | 13, 12                                                                                         |
| satellitesForFix | liczba satelitów użytych do ustalenia pozycji         | 3, 8                                                                                           |
| satellitesInView | liczba widocznych satelitów podczas ustalenia pozycji | 2, 4                                                                                           |